# Манеле, Джереми
Джереми Манеле (англ. Jeremiah Manele; род. 1968, д. Самасоду, провинция Исабель) — политик Соломоновых Островов, занимающий пост премьер-министра после парламентских выборов на Соломоновых Островах 2024 года. Он является первым премьер-министром страны, выходцем из провинции Исабель.

## Ранняя жизнь и образование
Манеле вырос в деревне Самасоду на острове Санта-Исабель. Его среднее образование началось в англиканской школе Selwyn College на Гуадалканале, где он позже преподавал, а затем окончил 6-й класс школы короля Георга VI в Хониаре. Получил степень бакалавра искусств в области политики и государственного управления в Университете Папуа — Новой Гвинеи, который окончил в 1991 году. В 1995—1996 годах он ненадолго вернулся к учёбе, закончив аспирантуру в Оксфордском университете.

## Государственная служба
В начале своей карьеры Манеле представлял Соломоновы Острова в качестве кадрового дипломата. Был назначен на дипломатическую работу в качестве советника, а затем временного поверенного в делах Постоянного представительства Соломоновых Островов при Организации Объединённых Наций в Нью-Йорке.
Впоследствии занимал высокие государственные посты, занимая должности постоянного секретаря Министерства планирования развития, секретаря премьер-министра и кабинета министров, а также постоянного секретаря Министерства иностранных дел и внешней торговли. Он также занимал должность секретаря Целевой группы по вмешательству правительства Соломоновых Островов и РАМСИ.

## Политика

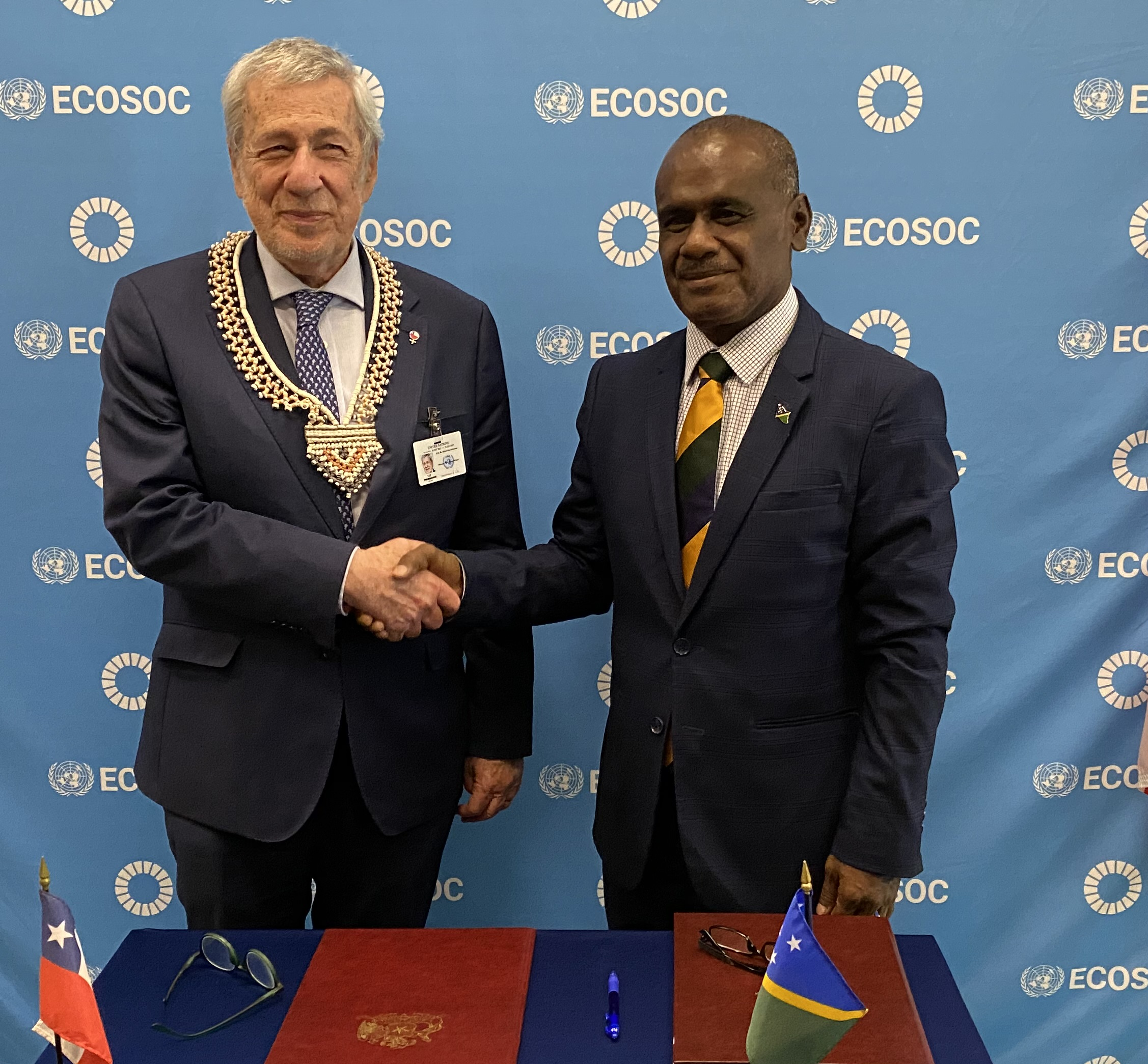
Тогдашний министр иностранных дел Манеле встречается со своим коллегой из Чили на Генеральной Ассамблее ООН в 2023 году

Манеле впервые был избран в парламент в 2014 году, представляя регион Хограно-Киа-Хавулей. После выборов Народно-демократическая коалиция Соломоновых Островов, состоящая из Демократического альянса, Партии Соломоновых Островов за развитие сельских районов (SIPRA) и партии «Народ прежде всего», выдвинула кандидатуру Манеле на пост премьер-министра. На парламентских выборах 9 декабря Манеле потерпел поражение от Манассе Согаваре, набрав 19 голосов против 31 у Согаваре. В начале своей парламентской карьеры он был лидером оппозиции в парламенте Соломоновых Островов 10-го созыва. Позже вошёл в состав правительства, занимая пост министра планирования развития и координации помощи (2017—2018). Был переизбран на парламентских выборах 2019 года и занимал пост министра планирования развития и координации помощи в парламенте 11-го созыва. Впоследствии, 25 апреля 2019 года, Манеле был назначен министром иностранных дел, много путешествуя в этой роли. Позже в том же году отправился в Пекин, чтобы формализовать отношения между Соломоновыми Островами и Китайской Народной Республикой. В этой роли Манеле подписал пакт о безопасности с Китаем 30 марта 2022 года, хотя на тот момент подробности пакта не были публично известны.

### Премьер-министр
На парламентских выборах на Соломоновых Островах 2024 года Манеле сохранил своё место под знаменем «партии собственности, единства и ответственности», хотя ранее он был связан с партией Партией «Демократического альянса». Партия не смогла сформировать абсолютное большинство и действующую коалицию под руководством своего нынешнего лидера Манассе Согаваре. После выборов «НАША партия» возобновила сотрудничество с партиями «Кадере» и «Народ прежде всего», сформировав Коалицию за национальное единство и преобразования. Манеле стал лидером «НАШЕЙ партии» 29 апреля, после того как Согаваре сложил с себя полномочия и отказался баллотироваться на пост премьер-министра ещё на один срок. В ходе тайного парламентского голосования 2 мая Манеле набрал 31 голос, победив Мэтью Уэйла. В тот день генерал-губернатор Дэвид Вунаги пригласил его сформировать правительство, и он был приведён к присяге в качестве премьер-министра.
Его характеризуют как дружественного Китаю, поскольку он пообещал продолжать международную политику Соломоновых Островов, которая сблизила их с Китаем. В то время, когда Манеле стал премьер-министром, западные аналитики, такие как Мег Кин из Института Лоуи, оценили, что Манеле будет «менее вспыльчивым и воинственным лидером, которым мог бы управлять Запад, но он продолжит поддерживать тесные отношения с Китаем». Кабинет Манеле был приведён к присяге на трёх различных церемониях, первые 11 человек вступили в должность 4 мая. Манеле назначил Брэдли Товосию заместителем премьер-министра, а Согаваре стал министром финансов.
В ноябре 2024 года Соломоновы Острова и Китай заключили соглашение о безвизовом режиме.

## Личная жизнь
У Манеле и его жены Джойслин четыре дочери и два сына.